# Marija Karađorđević
Marija od Rumunjske (Gotha, 6. siječnja 1900. – London, 22. lipnja 1961.) bila je kraljica Kraljevine SHS i Jugoslavije od 1922. do 1934.
Druga je kćer rumunjskoga kralja Ferdinanda I. i kraljice Marije, nećakinje engleskoga kralja Edvarda VII. i unuke kraljice Viktorije. Marijina je baka po majci bila velika kneginja Marija Aleksandrovna, sestra ruskoga cara Aleksandra III., a djed po majci bio je Alfred, vojvoda od Edinburgha - drugi sin britanske kraljice Viktorije.
Za vrijeme Prvog svjetskog rata radila je s majkom u bolnici njegujući ranjenike. Budući da se zvala isto kao i svoja majka, bila je poznata i po nadimku Minjon.
Godine 1922. udala se za jugoslavenskoga kralja Aleksandra I Karađorđevića. S njim imala je tri sina:
- Petar II. Karađorđević
- Princ Tomislav Karađorđević
- Princ Andrej Karađorđević

Nakon ubojstva kralja Aleksandra u Marseilleu 9. listopada 1934. ostala je skrbiti za sinove i pripremala je Petra na preuzimanje kraljevske uloge kada postane punoljetan. Muževom smrću postala je kraljica-majka. Bila je vrlo omiljena među srpskim narodom. U tradicionalnom društvu tadašnje Srbije, bila je uzor supruge i majke. Bila je aktivna u dobrotvornim organizacijama. Umrla je 22. lipnja 1961. u Londonu i pokopana je u engleskom kraljevskom mauzoleju Frogmore.